# 자토이치 2
자토이치 2(続・座頭市物語, The Return Of Masseur Ichi)는 일본에서 제작된 모리 카즈오 감독의 1962년 액션, 모험 영화이다. 카츠 신타로 등이 주연으로 출연하였다.

## 출연

### 주연
- 카츠 신타로
- 미즈타니 야에코

### 조연
- 반리 마사요
- 와카야마 토미사부로
- 나카무라 유타카
- 사와무라 소노스케
- 스기야마 쇼사쿠
- 아라시 타미에몬
- 야마지 요시토
- 야나기 에이지로
- 하루모토 후지오
- 미즈하라 코이치
- 다테 사부로
- 난조 신타로
- 난부 쇼조

## 제작진
- 미술: 오오타 세이이치